# كليفورد وليامز (فيلسوف)
كليفورد وليامز (بالإنجليزية: Clifford Williams)‏ هو فيلسوف أمريكي، ولد في عام 1943.